# Ligustergalmug
De ligustergalmug (Placochela ligustri) is een muggensoort uit de familie van de galmuggen (Cecidomyiidae). De wetenschappelijke naam van de soort is voor het eerst geldig gepubliceerd in 1899 door Rübsaamen.